# Futbol'nyj Klub Lokomotiv Moskva 1997
Questa voce raccoglie le informazioni riguardanti la Lokomotiv Moskva nelle competizioni ufficiali della stagione 1997.

## Stagione
La Lokomotiv Mosca, allenata da Jurij Sëmin, nel 1997 concluse il campionato al quinto posto. In Coppa di Russia la squadra moscovita fu sconfitta in finale dai concittadini dello Spartak Mosca, qualificandosi comunque in Coppa delle Coppe dal momento che gli Spartači si laurearono anche campioni di Russia. Il cammino dei Loko in Coppa delle Coppe si concluse in semifinale, dove furono eliminati dai vicecampioni dello Stoccarda.

## Rosa
| N. |                        | Ruolo | Calciatore           |
| -- | ---------------------- | ----- | -------------------- |
| -  | Russia (bandiera)      | P     | Aleksandr Podšivalov |
| -  | Russia (bandiera)      | P     | Chasanbi Bidžiev     |
| -  | Russia (bandiera)      | D     | Igor' Čugajnov       |
| -  | Tagikistan (bandiera)  | D     | Igor' Čerevčenko     |
| -  | Uzbekistan (bandiera)  | D     | Oleg Pašinin         |
| -  | Russia (bandiera)      | D     | Andrej Solomatin     |
| -  | Bielorussia (bandiera) | D     | Sjarhej Hurėnka      |
| -  | Russia (bandiera)      | D     | Aleksej Arifullin    |
| -  | Russia (bandiera)      | C     | Jurij Drozdov        |
| -  | Russia (bandiera)      | C     | Aleksej Kosolapov    |

| N. |                       | Ruolo | Calciatore          |
| -- | --------------------- | ----- | ------------------- |
| -  | Uzbekistan (bandiera) | C     | Vladimir Maminov    |
| -  | Russia (bandiera)     | C     | Aleksandr Smirnov   |
| -  | Armenia (bandiera)    | C     | Sargis Hovhannisyan |
| -  | Armenia (bandiera)    | C     | Albert Sarkisyan    |
| -  | Russia (bandiera)     | C     | Evgenij Charlačëv   |
| -  | Russia (bandiera)     | C     | Dmitrij Los'kov     |
| -  | Russia (bandiera)     | A     | Vitalij Veselov     |
| -  | Russia (bandiera)     | A     | Aleksandr Borodjuk  |
| -  | Georgia (bandiera)    | A     | Zaza Janashia       |
| -  | Ucraina (bandiera)    | A     | Oleh Haras          |

## Risultati

### Campionato
| Mosca 16 marzo 1997 1ª giornata | Lokomotiv Mosca | 1 – 1 referto | Baltika | Stadio Lokomotiv |

| Krasnodar 22 marzo 1997 2ª giornata | Rostsel'maš | 2 – 2 referto | Lokomotiv Mosca | Stadio Kuban' |

| Mosca 2 aprile 1997 3ª giornata | Lokomotiv Mosca | 3 – 1 referto | Tjumen' | Stadio Lokomotiv |

| Mosca 5 aprile 1997 4ª giornata | Lokomotiv Mosca | 1 – 1 referto | Lokokomtiv Nižnij Novg. | Stadio Lokomotiv |

| Voronež 12 aprile 1997 5ª giornata | Fakel Voronež | 1 – 0 referto | Lokomotiv Mosca | Stadio Centrale |

| Mosca 19 aprile 1997 6ª giornata | Lokomotiv Mosca | 2 – 1 referto | Dinamo Mosca | Stadio Lokomotiv |

| Vladikavkaz 23 aprile 1997 7ª giornata | Alanija Vladikavkaz | 1 – 2 referto | Lokomotiv Mosca | Respublikanskij stadion Spartak |

| Mosca 3 maggio 1997 8ª giornata | Lokomotiv Mosca | 0 – 1 referto | Rotor | Stadio Lokomotiv |

| Soči 10 maggio 1997 9ª giornata | Žemčužina-Soči | 0 – 0 referto | Lokomotiv Mosca | Stadio Centrale |

| Mosca 17 maggio 1997 10ª giornata | Lokomotiv Mosca | 1 – 1 referto | Šinnik | Stadio Lokomotiv |

| Mosca 24 maggio 1997 11ª giornata | Torpedo-Lužniki | 1 – 3 referto | Lokomotiv Mosca | Stadio Torpedo |

| Mosca 31 maggio 1997 12ª giornata | Lokomotiv Mosca | 1 – 3 referto | Spartak Mosca | Stadio Lokomotiv |

| Novorossijsk 14 giugno 1997 13ª giornata | Gekris Novorossijsk | 1 – 1 referto | Lokomotiv Mosca | Trud Stadium |

| Mosca 18 giugno 1997 14ª giornata | Lokomotiv Mosca | 2 – 0 referto | KAMAZ-Čally | Stadio Lokomotiv |

| Mosca 25 giugno 1997 15ª giornata | CSKA Mosca | 1 – 2 referto | Lokomotiv Mosca | Stadio Dinamo |

| Mosca 2 luglio 1997 16ª giornata | Lokomotiv Mosca | 0 – 0 referto | Zenit San Pietroburgo | Stadio Lokomotiv |

| Samara 9 luglio 1997 17ª giornata | Kryl'ja Sovetov Samara | 1 – 0 referto | Lokomotiv Mosca | Stadio Metallurg |

| Kaliningrad 16 luglio 1997 18ª giornata | Baltika | 0 – 0 referto | Lokomotiv Mosca | Stadio Baltika |

| Mosca 23 luglio 1997 19ª giornata | Lokomotiv Mosca | 2 – 1 referto | Rostsel'maš | Stadio Lokomotiv |

| Tjumen' 30 luglio 1997 20ª giornata | Tjumen' | 0 – 0 referto | Lokomotiv Mosca | Stadio Tjumen' |

| Nižnij Novgorod 2 agosto 1997 21ª giornata | Lokokomtiv Nižnij Novg. | 1 – 3 referto | Lokomotiv Mosca | Stadio Lokomotiv |

| Mosca 9 agosto 1997 22ª giornata | Lokomotiv Mosca | 2 – 0 referto | Fakel Voronež | Stadio Lokomotiv |

| Mosca 16 agosto 1997 23ª giornata | Dinamo Mosca | 3 – 1 referto | Lokomotiv Mosca | Stadio Dinamo |

| Mosca 23 agosto 1997 24ª giornata | Lokomotiv Mosca | 1 – 0 referto | Alanija Vladikavkaz | Stadio Lokomotiv |

| Volgograd 30 agosto 1997 25ª giornata | Rotor | 1 – 0 referto | Lokomotiv Mosca | Stadio Centrale |

| Mosca 3 settembre 1997 26ª giornata | Lokomotiv Mosca | 4 – 1 referto | Žemčužina-Soči | Stadio Lokomotiv |

| Jaroslavl' 13 settembre 1997 27ª giornata | Šinnik | 2 – 1 referto | Lokomotiv Mosca | Stadio Šinnik |

| Mosca 23 settembre 1997 28ª giornata | Lokomotiv Mosca | 3 – 0 referto | Torpedo-Lužniki | Stadio Lokomotiv |

| Mosca 27 settembre 1997 29ª giornata | Spartak Mosca | 4 – 2 referto | Lokomotiv Mosca | Stadio Lokomotiv |

| Mosca 6 ottobre 1997 30ª giornata | Lokomotiv Mosca | 2 – 1 referto | Gekris Novorossijsk | Stadio Lokomotiv |

| Naberežnye Čelny 14 ottobre 1997 31ª giornata | KAMAZ-Čally | 0 – 2 referto | Lokomotiv Mosca | Stadio KAMAZ |

| Mosca 18 ottobre 1997 32ª giornata | Lokomotiv Mosca | 1 – 3 referto | CSKA Mosca | Stadio Lokomotiv |

| San Pietroburgo 1º novembre 1997 33ª giornata | Zenit San Pietroburgo | 2 – 0 referto | Lokomotiv Mosca | Stadio Petrovskij |

| Mosca 9 novembre 1997 34ª giornata | Lokomotiv Mosca | 2 – 1 referto | Kryl'ja Sovetov Samara | Stadio Lokomotiv |

### Coppa di Russia
| Arbitro: | Frolov (Ramenskoe) |

|                          |                      |                            |
| Sarkisyan 42’ (aut.)     | Marcatori            | 87’ Kosolapov              |
| Kir'jakov Kostikov Sëmin | Tiri di rigore 0 – 3 | Kosolapov Maminov Čugajnov |

| Arbitro: | Chusainov (Mosca) |

|  |           |                        |
|  | Marcatori | 71’ Haras 87’ Janashia |

| Arbitro: | Butenko (Mosca) |

|               |           |  |
| Kosolapov 57’ | Marcatori |  |

| Arbitro: | Kuličenkov (Tula) |

|              |           |  |
| Janashia 82’ | Marcatori |  |

| Arbitro: | Ibragimov (Groznyj) |

|              |           |  |
| Tichonov 86’ | Marcatori |  |

### Coppa delle Coppe
| Arbitro: | Gerginov |

|                        |           |                          |
| Chlebasolaŭ 14’ (rig.) | Marcatori | 49’ Los'kov 71’ Borodjuk |

| Arbitro: | Dougal |

|                                       |           |  |
| Maminov 23’ Charlačëv 41’ Los'kov 74’ | Marcatori |  |

| Arbitro: | Dardenne |

|                            |           |                |
| Charlačëv 32’ Janashia 82’ | Marcatori | 73’ Turan Uzun |

| İzmit 6 novembre 1997 Ottavi di finale – Ritorno | Kocaelispor | 0 – 0 referto | Lokomotiv Mosca | Stadio İsmetpaşa (12 000 spett.)\| Arbitro: \| Meese \| |
| Arbitro:                                         | Meese       |               |                 |                                                         |

| Atene 5 marzo 1998 Quarti di finale – Andata | AEK Atene | 0 – 0 referto | Lokomotiv Mosca | Stadio Nikos Goumas (30 000 spett.)\| Arbitro: \| Jol \| |
| Arbitro:                                     | Jol       |               |                 |                                                          |

| Arbitro: | Merk |

|                            |           |                     |
| Charlačëv 55’ Čugajnov 90’ | Marcatori | 68’ (rig.) Kopitsis |

| Arbitro: | Melo Pereira |

|                         |           |              |
| Akpoborie 43’ Bobic 90’ | Marcatori | 23’ Janashia |

| Arbitro: | Nielsen |

|  |           |           |
|  | Marcatori | 24’ Bobic |